# Kentucky kormányzóinak listája
Ez a lista az Amerikai Egyesült Államok Kentucky államának kormányzóit sorolja föl. A terület már a prekolumbiánus időkben is lakott volt, de a 18. század első felében állandó indián település nem állt itt. A vidéket különböző indián törzsek vadászterületnek használták. Északról a sóni indiánok, délről pedig a cserokik látogattak el ide időről időre. A területet, amelyet ma Kentucky alatt értünk, az indiánoktól vásárolták a Fort Stanwix szerződésben (1768) és a Sycamore Shoals-i (1775) szerződésban. Miután az első települést létrehozták, Kentucky gyorsan kezdett növekedni. Főként Virginia, Észak-Karolina, Maryland, Delaware és Pennsylvania területeiről érkeztek ide a telepesek a szárazföldön keresztül a Braddock Road és a Cumberland Gap szoroson keresztül, vízi úton az Ohio folyón vagy a Mississippi folyón. Először az állam északi részén, az Ohio folyó mentén jöttek létre jelentősebb telepek, így Lexington és Washington voltak az első állandó lakott területek. Az állam déli részén csak ezután kezdtek kialakulni lakóhelyek. Az Ohio folyótól északra a sónik nem örültek az új telepeseknek, s szövetséget kötöttek az angolokkal az amerikai függetlenségi háború idején (1775–1783). A háború idején Kentucky földje hadszíntérré vált, s az egyik utolsó csata, a Blue Licks csata, a Licking folyó mellett zajlott le. A függetlenségi háború után Virginia az Appalache-hegységen túl Kentucky megye lett. Kentucky megye lakói kérelmezték az elszakadást Virginiától. Tíz alkotmányos ülést tartottak a Danville-ben 1784 és 1792 között. Kentucky küldöttei elfogadták Virginia feltételeit az elszakadáshoz 1792 áprilisában.
Kentucky határállam volt a polgárháború idején. Kentucky hivatalosan semleges maradt a háború alatt, azonban még ma is megtartják a Confederate Memorial Dayt mint állami ünnepet Jefferson Davis születése évfordulóján, június 3-án a konföderációs elnök emlékére.
Kentucky  1792. június 1-jén  sorrendben tizenötödikként lett az Egyesült Államok tagállama.
A kormányzói széket két egymást követő négy évre lehet elnyerni, majd két egymást követő négy év kihagyás után ismét két egymást követő négy évre.
Jelenleg a 63. kormányzó, a Demokrata Párthoz tartozó Andy Beshear tölti be a tisztséget 2019. december 10. óta. A helyettes kormányzó a szintén demokrata Jacqueline Coleman.

## Párthovatartozás
| Párt | Párt                   | Kormányzó |
| ---- | ---------------------- | --------- |
|      | Demokrata              | 36        |
|      | Republikánus           | 9         |
|      | Demokrata-Republikánus | 9         |
|      | Whig                   | 6         |
|      | Jackson-ellenes        | 1         |
|      | Amerika párt           | 1         |

## Kentucky szövetségi állam kormányzói
| Kentucky kormányzóinak listája | Kentucky kormányzóinak listája | Kentucky kormányzóinak listája | Kentucky kormányzóinak listája | Kentucky kormányzóinak listája | Kentucky kormányzóinak listája | Kentucky kormányzóinak listája | Kentucky kormányzóinak listája | Kentucky kormányzóinak listája |
| #                              | Kép                            | Kormányzó                      | Hivatali idő kezdete           | Hivatali idő vége              | Párt                           | További választott (szövetségi) tisztségei | Helyettes                      | Helyettes                      |
| ------------------------------ | ------------------------------ | ------------------------------ | ------------------------------ | ------------------------------ | ------------------------------ | --- | ------------------------------ | ------------------------------ |
| 1                              |                                | Isaac Shelby                   | 1792. június 4.                | 1796. június 7.                |                                | | Nem volt                       | Nem volt                       |
| 2                              |                                | James Garrard                  | 1796. június 7.                | 1804. szeptember 5.            |                                | | Nem volt                       | Nem volt                       |
| 2                              | Alexander Scott Bullitt        | James Garrard                  | 1796. június 7.                | 1804. szeptember 5.            |                                | |                                |                                |
| 3                              |                                | Christopher Greenup            | 1804. szeptember 5.            | 1808. szeptember 1.            |                                | Az Amerikai Egyesült Államok képviselőházának tagja (1792–1797) | John Caldwell                  |                                |
| 3                              | Thomas Posey                   | Christopher Greenup            | 1804. szeptember 5.            | 1808. szeptember 1.            |                                | Az Amerikai Egyesült Államok képviselőházának tagja (1792–1797) |                                |                                |
| 4                              |                                | Charles Scott                  | 1808. szeptember 1.            | 1812. augusztus 24.            |                                | | Gabriel Slaughter              |                                |
| 5                              |                                | Isaac Shelby                   | 1812. augusztus 24.            | 1816. szeptember 5.            |                                | | Richard Hickman                |                                |
| 6                              |                                | George Madison                 | 1816. szeptember 5.            | 1816. október 14.              |                                | | Gabriel Slaughter              |                                |
| 7                              |                                | Gabriel Slaughter              | 1816. október 14.              | 1820. augusztus 20.            |                                | | Széküresedés                   | Széküresedés                   |
| 8                              |                                | John Adair                     | 1820. augusztus 20.            | 1824. augusztus 24.            |                                | Az Amerikai Egyesült Államok szenátusának tagja (1805–1806) Az Amerikai Egyesült Államok képviselőházának tagja (1831–1833) | William T. Barry               |                                |
| 9                              |                                | Joseph Desha                   | 1824. augusztus 24.            | 1828. augusztus 26.            |                                | Az Amerikai Egyesült Államok képviselőházának tagja (1807–1819) | Robert B. McAfee               |                                |
| 9                              |                                | Joseph Desha                   | 1824. augusztus 24.            | 1828. augusztus 26.            |                                | Az Amerikai Egyesült Államok képviselőházának tagja (1807–1819) | Robert B. McAfee               |                                |
| 10                             |                                | Thomas Metcalfe                | 1828. augusztus 26.            | 1832. szeptember 4.            |                                | Az Amerikai Egyesült Államok képviselőházának tagja (1819–1828) Az Amerikai Egyesült Államok szenátusának tagja (1848–1849) | John Breathitt                 |                                |
| 11                             |                                | John Breathitt                 | 1832. szeptember 4.            | 1834. február 21.              |                                | | James T. Morehead              |                                |
| 12                             |                                | James T. Morehead              | 1834. február 21.              | 1836. augusztus 30.            |                                | Az Amerikai Egyesült Államok szenátusának tagja (1841–1847) | Széküresedés                   | Széküresedés                   |
| 12                             |                                | James T. Morehead              | 1834. február 21.              | 1836. augusztus 30.            |                                | Az Amerikai Egyesült Államok szenátusának tagja (1841–1847) | Széküresedés                   | Széküresedés                   |
| 13                             |                                | James Clark                    | 1836. augusztus 30.            | 1839. augusztus 27.            |                                | Az Amerikai Egyesült Államok képviselőházának tagja (1813–1816; 1825-1831) | Charles A. Wickliffe           |                                |
| 14                             |                                | Charles A. Wickliffe           | 1839. augusztus 27.            | 1840. szeptember 2.            |                                | Az Amerikai Egyesült Államok főpostamestere (1841–1845) Az Amerikai Egyesült Államok képviselőházának tagja (1823–1833; 1861-1863)                                                                                                   | Széküresedés                   | Széküresedés                   |
| 15                             |                                | Robert P. Letcher              | 1840. szeptember 2.            | 1844. szeptember 4.            |                                | Az Amerikai Egyesült Államok képviselőházának tagja (1823–1835) | Manlius V. Thomson             |                                |
| 16                             |                                | William Owsley                 | 1844. szeptember 4.            | 1848. szeptember 6.            |                                | | Archibald Dixon                |                                |
| 17                             |                                | John J. Crittenden             | 1848. szeptember 6.            | 1850. július 31.               |                                | Az Amerikai Egyesült Államok igazságügyi államtitkára (1841, 1850-1853) Az Amerikai Egyesült Államok szenátusának tagja (1817–1818; 1835-1841; 1842-1848; 1855-1861) Az Amerikai Egyesült Államok képviselőházának tagja (1861–1863) | John L. Helm                   |                                |
| 18                             |                                | John L. Helm                   | 1850. július 31.               | 1851. szeptember 2.            |                                | | Széküresedés                   | Széküresedés                   |
| 19                             |                                | Lazarus W. Powell              | 1851. szeptember 2.            | 1855. szeptember 4.            |                                | Az Amerikai Egyesült Államok szenátusának tagja (1859–1865) | John B. Thompson               |                                |
| 20                             |                                | Charles S. Morehead            | 1855. szeptember 4.            | 1859. augusztus 30.            |                                | Az Amerikai Egyesült Államok képviselőházának tagja (1847–1851) | James G. Hardy                 |                                |
| 21                             |                                | Beriah Magoffin                | 1859. augusztus 30.            | 1862. augusztus 18.            |                                | | Linn Boyd                      |                                |
| 21                             | Széküresedés                   | Beriah Magoffin                | 1859. augusztus 30.            | 1862. augusztus 18.            |                                | |                                |                                |
| 22                             |                                | James F. Robinson              | 1862. augusztus 18.            | 1863. szeptember 1.            |                                | | Széküresedés                   | Széküresedés                   |
| 23                             |                                | Thomas E. Bramlette            | 1863. szeptember 1.            | 1867. szeptember 3.            |                                | | Richard T. Jacob               |                                |
| 24                             |                                | John L. Helm                   | 1867. szeptember 3.            | 1867. szeptember 8.            |                                | | John W. Stevenson              |                                |
| 25                             |                                | John W. Stevenson              | 1867. szeptember 8.            | 1871. február 3.               |                                | Az Amerikai Egyesült Államok szenátusának tagja (1857–1861) Az Amerikai Egyesült Államok képviselőházának tagja (1871–1877) | Széküresedés                   | Széküresedés                   |
| 26                             |                                | Preston H. Leslie              | 1871. február 3.               | 1875. augusztus 31.            |                                | | John G. Carlisle               |                                |
| 27                             |                                | James B. McCreary              | 1875. augusztus 31.            | 1879. szeptember 2.            |                                | Az Amerikai Egyesült Államok szenátusának tagja (1885–1897) Az Amerikai Egyesült Államok képviselőházának tagja (1903–1909) | John C. Underwood              |                                |
| 28                             |                                | Luke P. Blackburn              | 1879. szeptember 2.            | 1883. szeptember 5.            |                                | | James E. Cantrill              |                                |
| 29                             |                                | J. Proctor Knott               | 1883. szeptember 5.            | 1887. augusztus 30.            |                                | Az Amerikai Egyesült Államok képviselőházának tagja (1867-1871; 1875-1883) | James R. Hindman               |                                |
| 30                             |                                | Simon Bolivar Buckner          | 1887. augusztus 30.            | 1891. szeptember 2.            |                                | | James W. Bryan                 |                                |
| 31                             |                                | John Young Brown               | 1891. szeptember 2.            | 1895. december 10.             |                                | Az Amerikai Egyesült Államok képviselőházának tagja (1859–1861; 1873-1877) | Mitchell C. Alford             |                                |
| 32                             |                                | William O. Bradley             | 1895. december 10.             | 1899. december 12.             |                                | Az Amerikai Egyesült Államok szenátusának tagja (1909–1914) | William J. Worthington         |                                |
| 33                             |                                | William S. Taylor              | 1899. december 12.             | 1900. január 30.               |                                | | John Marshall                  |                                |
| 34                             |                                | William Goebel                 | 1900. január 30.               | 1900. február 3.               |                                | | J. C. W. Beckham               |                                |
| 35                             |                                | J. C. W. Beckham               | 1900. február 3.               | 1907. december 10.             |                                | Az Amerikai Egyesült Államok szenátusának tagja (1915–1921) | Széküresedés                   | Széküresedés                   |
| 35                             | William P. Thorne              | J. C. W. Beckham               | 1900. február 3.               | 1907. december 10.             |                                | Az Amerikai Egyesült Államok szenátusának tagja (1915–1921) |                                |                                |
| 36                             |                                | Augustus E. Willson            | 1907. december 10.             | 1911. december 12.             |                                | | William Hopkinson Cox          |                                |
| 37                             |                                | James B. McCreary              | 1911. december 12.             | 1915. december 7.              |                                | Az Amerikai Egyesült Államok szenátusának tagja (1885–1897) Az Amerikai Egyesült Államok képviselőházának tagja (1903–1909) | Edward J. McDermott            |                                |
| 38                             |                                | Augustus O. Stanley            | 1915. december 7.              | 1919. május 19.                |                                | Az Amerikai Egyesült Államok szenátusának tagja (1903–1915) Az Amerikai Egyesült Államok képviselőházának tagja (1919–1925) | James D. Black                 |                                |
| 39                             |                                | James D. Black                 | 1919. május 19.                | 1919. december 9.              |                                | | Széküresedés                   | Széküresedés                   |
| 40                             |                                | Edwin P. Morrow                | 1919. december 9.              | 1923. december 11.             |                                | | S. Thruston Ballard            |                                |
| 41                             |                                | William J. Fields              | 1923. december 11.             | 1927. december 13.             |                                | Az Amerikai Egyesült Államok képviselőházának tagja (1911–1923) | Henry Denhardt                 |                                |
| 42                             |                                | Flem D. Sampson                | 1927. december 13.             | 1931. december 8.              |                                | | James Breathitt, Jr.           |                                |
| 43                             |                                | Ruby Laffoon                   | 1931. december 8.              | 1935. december 10.             |                                | | A. B. "Happy" Chandler         |                                |
| 44                             |                                | A. B. "Happy" Chandler         | 1935. december 10.             | 1939. október 9.               |                                | Az Amerikai Egyesült Államok szenátusának tagja (1939–1945) | Keen Johnson                   |                                |
| 45                             |                                | Keen Johnson                   | 1939. október 9.               | 1943. december 7.              |                                | | Rodes K. Myers                 |                                |
| 46                             |                                | Simeon S. Willis               | 1943. december 7.              | 1947. december 9.              |                                | | Kenneth H. Tuggle              |                                |
| 47                             |                                | Earle C. Clements              | 1947. december 9.              | 1950. november 27.             |                                | Az Amerikai Egyesült Államok szenátusának tagja (1950–1957) Az Amerikai Egyesült Államok képviselőházának tagja (1945–1948) | Lawrence W. Wetherby           |                                |
| 48                             |                                | Lawrence W. Wetherby           | 1950. november 27.             | 1955. december 13.             |                                | | Széküresedés                   | Széküresedés                   |
| 48                             | Emerson Beauchamp              | Lawrence W. Wetherby           | 1950. november 27.             | 1955. december 13.             |                                | |                                |                                |
| 49                             |                                | A. B. "Happy" Chandler         | 1955. december 13.             | 1959. december 8.              |                                | Az Amerikai Egyesült Államok szenátusának tagja (1939–1945) | Harry Lee Waterfield           |                                |
| 50                             |                                | Bert T. Combs                  | 1959. december 8.              | 1963. december 10.             |                                | Az Amerikai Egyesült Államok legfelsőbb bíróságának tagja (1967–1970) | Wilson Wyatt                   |                                |
| 51                             |                                | Edward T. Breathitt            | 1963. december 10.             | 1967. december 12.             |                                | | Harry Lee Waterfield           |                                |
| 52                             |                                | Louie B. Nunn                  | 1967. december 12.             | 1971. december 7.              |                                | | Wendell H. Ford                |                                |
| 53                             |                                | Wendell H. Ford                | 1971. december 7.              | 1974. december 28.             |                                | Az Amerikai Egyesült Államok szenátusának tagja (1974–1999) | Julian M. Carroll              |                                |
| 54                             |                                | Julian M. Carroll              | 1974. december 28.             | 1979. december 11.             |                                | | Thelma Stovall                 |                                |
| 55                             |                                | John Y. Brown, Jr.             | 1979. december 11.             | 1983. december 13.             |                                | | Martha Layne Collins           |                                |
| 56                             |                                | Martha Layne Collins           | 1983. december 13.             | 1987. december 8.              |                                | | Steve Beshear                  |                                |
| 57                             |                                | Wallace G. Wilkinson           | 1987. december 8.              | 1991. december 10.             |                                | | Brereton Jones                 |                                |
| 58                             |                                | Brereton C. Jones              | 1991. december 10.             | 1995. december 12.             |                                | | Paul E. Patton                 |                                |
| 59                             |                                | Paul E. Patton                 | 1995. december 12.             | 2003. december 3.              |                                | | Steve Henry                    |                                |
| 60                             |                                | Ernie Fletcher                 | 2003. december 3.              | 2007. december 11.             |                                | Az Amerikai Egyesült Államok képviselőházának tagja (1999–2003) | Steve Pence                    |                                |
| 61                             |                                | Steve Beshear                  | 2007. december 11.             | 2015. december 8.              |                                | | Daniel Mongiardo               |                                |
| 61                             | Jerry Abramson                 | Steve Beshear                  | 2007. december 11.             | 2015. december 8.              |                                | |                                |                                |
| 61                             | Crit Luallen                   | Steve Beshear                  | 2007. december 11.             | 2015. december 8.              |                                | |                                |                                |
| 62                             |                                | Matt Bevin                     | 2015. december 8.              | 2019. december 10.             |                                | | Jenean Hampton                 |                                |
| 63                             |                                | Andy Beshear                   | 2019. december 10.             | Hivatalban                     |                                | | Jacqueline Coleman             |                                |